# Calodia paucita
Calodia paucita är en insektsart som beskrevs av Nielson 1982. Calodia paucita ingår i släktet Calodia och familjen dvärgstritar. Inga underarter finns listade i Catalogue of Life.